# Адамян, Аршак Абгарович
Аршак Абгарович Адамян (арм. Արշակ Աբգարի Ադամյան, 22 апреля 1884, Баку — 17 февраля 1956, Ереван) — армянский советский композитор. Ректор Ереванской консерватории (1924—1926).

## Биография
С 1904 по 1906 год изучал фортепиано и композицию в консерватории Штерна в Берлине.
В 1910 году окончил юридический факультет Санкт-Петербургского университета.
С 1921 по 1924 год возглавлял Армянский художественный клуб в Тифлисе, а с 1924 по 1926 год — ректор Ереванской консерватории. Вместе с Александром Спендиаровым выступил одним из основателей симфонического оркестра Ереванской консерватории из 17 профессоров и студентов. Первый концерт состоялся 20 марта 1925 года под руководством Аршака Адамяна. Благодаря постоянным выступлениям этого оркестра в Армении стала развиваться симфоническая музыка.
С 1926 по 1936 год Адамян — художественный советник Закавказского ЦИКа. С 1936 по 1943 год занимал должность декана кафедры композиции и теории музыки Ленинградской консерватории, а также в Институте драмы и музыки. С 1944 по 1949 год — научный сотрудник Отделения философии Академии наук Армении. Долгие годы преподавал эстетику в вузах Еревана. Автором известных исследовательских статей по эстетике («Взгляды на эстетику средневековой Армении» и др.).

## Память
Мемориальная доска в Ереване. Проспект Маштоца, 43.